# Окономияки
Окономия́ки (яп. お好み焼き) — японское блюдо из разряда фастфуда, жареная лепёшка из смеси разнообразных ингредиентов, смазанная специальным соусом и посыпанная очень тонко нарезанным сушёным тунцом (кацуобуси). Жарят окономияки на тэппане — горячей металлической плите. Нередко в японских ресторанах горячая плита оборудуется прямо на столе у посетителей, которые жарят подготовленные лепёшки сами.

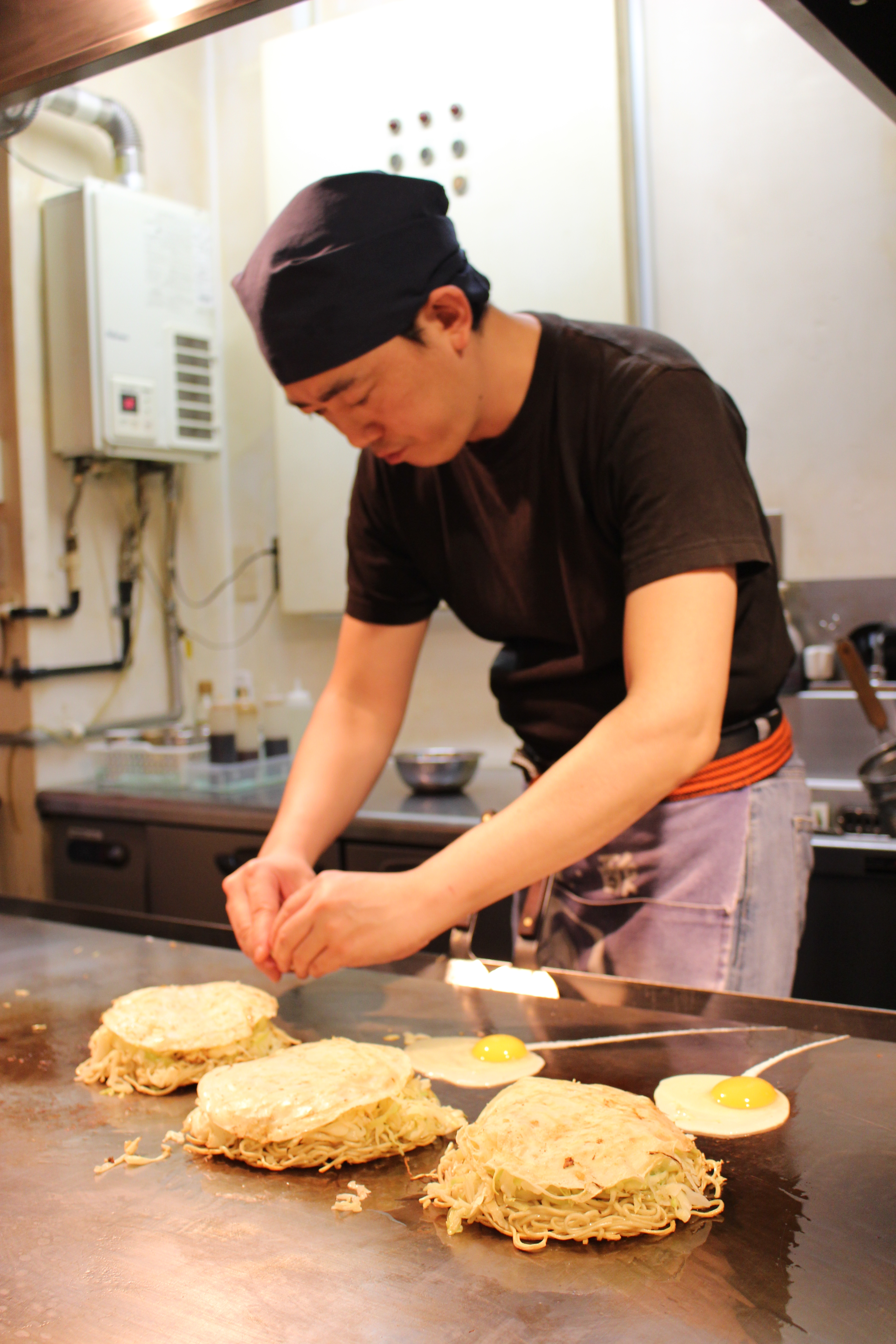
Приготовление окономияки в ресторане (Хиросима, Япония)

Основные ингредиенты окономияки — вода, мука, яйцо, капуста, порошок тунца, остальные продукты по вкусу (например, лапша, мясо, рыба и другие морепродукты, сыр, овощи), что отражено в названии блюда, происходящего от двух слов: okonomi, означающего «то, что вы хотите» или «то, что вы любите», и стандартного для жареных блюд элемента yaki.
Ингредиенты смешивают в миске и выпекают на теппане подобно блину. После того, как окономияки хорошо прожарятся с обеих сторон, их поливают соусом для окономияки (соевый соус, загущённый крахмалом) и посыпают сверху стружкой сушёного тунца или аонори (кусочками сушёных водорослей).
Иногда окономияки называют «японской пиццей».

## Происхождение и распространённость
Чаще всего окономияки ассоциируется с регионами Кансай и Хиросима. Сегодня эти лепешки распространены по всей Японии, хотя начинки в них кладутся разные, в зависимости от местности, в которой её готовят. Кроме того, например, в Токио эти лепешки меньше по размеру, чем в Хиросиме или Кансае.